# Jacoba Rauwerda
Jacoba Rauwerda (Leeuwarden, 3 oktober 1835 – Bussum, 6 juli 1919) was een Nederlands bordeelhoudster. Zij was de dochter van Jurjentje Rauwerda, die in Amsterdam het bordeel Maison Weinthal had opgericht. Het is onbekend wie de vader van Jacoba was; het verhaal gaat dat het een porseleinfabrikant uit Parijs betreft, de heer Lejeune.
Jacoba nam in 1877 Maison Weinthal over van haar moeder. Als maîtresse van bankierszoon jonkheer Willem van Loon had Jacoba de beschikking over een woning aan de Prinsengracht. Een poging om tot een huwelijk te komen, mislukte door tegenwerking van de ouders van Willem. Later, na de dood van Willems ouders, wilde Jacoba echter zelf niet meer in het huwelijk treden.
Na het overlijden van Willem van Loon kreeg Jacoba een jaarlijkse toelage die Willem haar bij testament had nagelaten.
Jacoba Rauwerda verbleef haar laatste levensjaren in een rusthuis in Bussum. Zij overleed in 1919 in het Bussumse Majella Ziekenhuis.